# Erasmo Boschetti
Erasmo Boschetti (Castiglione delle Stiviere, 7 agosto 1870 – Udine, 3 dicembre 1916) è stato un militare italiano, decorato della medaglia d'oro al Valor Militare.

## Biografia
Il maggiore Boschetti fu un ufficiale del Regio esercito appartenente al 206° reggimento fanteria brigata "Avellino"; morì a Udine a seguito delle ferite riportate in combattimento in località "Casa due Pini" di San Marco (Gorizia) durante la prima guerra mondiale. Fu insignito della medaglia d'oro al Valor Militare.
Castiglione delle Stiviere ha dedicato al militare una via e una lapide in città.